# Кавказ
Кавказ — це трансконтинентальний регіон між Чорним і Каспійським морями, який в основному включає Вірменію, Азербайджан, Грузію та частину півдня Росії. Кавказькі гори, включаючи хребет Великого Кавказу, історично вважалися природним бар'єром між Східною Європою та Західною Азією.
З південного боку Малий Кавказ включає Джавахетський хребет і Вірменське нагір'я, частина якого знаходиться в Туреччині.
Кавказ поділяється на Північний Кавказ і Південний Кавказ, хоча Західний Кавказ також існує як окремий географічний простір у межах Північного Кавказу. Гірський хребет Великого Кавказу на півночі здебільшого поділяє Росія та Грузія, а також найпівнічніші частини Азербайджану. Гірський хребет Малого Кавказу на півдні зайнятий декількома незалежними державами, в основному Вірменією, Азербайджаном і Грузією, але також поширюється на частини північно-східної Туреччини та північного Ірану.
Регіон відомий своїм мовним розмаїттям: окрім індоєвропейських і тюркських мов, картвельська, північно-західнокавказька та північно-кавказька мовні сім'ї є корінними для цього регіону.

## Етимологія
Природнича історія Плінія Старшого (77–79 рр. н.е.) виводить назву Кавказу від скіфської назви Croucasis, що нібито означає «мерехтливий від снігу». Німецький лінгвіст Пауль Кречмер зазначає, що латиське слово kruvesis також означає «лід».
У «Повісті минулих літ» (1113 р. н. е.) стверджується, що давньосхіднослов'янське Кавкасийскыѣ горы походить від давньогрецького Καύκασος (Kaúkasos), яке, на думку М. А. Ююкіна, є складним словом, яке можна тлумачиться як «гора чайки» (καύ-: καύαξ, καύηξ, -ηκος, κήξ, κηϋξ «вид чайки» + реконструйоване *κάσος «гора» або «скеля»)
У грузинській традиції термін Кавказ походить від слова Кавказ (груз. კავკასოსი — Ḳavḳasosi), син біблійного Фогарми та легендарний прабатько народів нохчів.
За словами німецьких філологів Отто Шредера та Альфонса А. Неринга, давньогрецьке слово Καύκασος (Kaukasos) пов'язане з готським hauhs «високий», а також з литовським kaũkas «пагорб» і kaukarà «пагорб, вершина», рос. куча «купа». Британський лінгвіст Едріан Рум стверджує, що *kau- також означає «гора» пеласгійською, хоча це спекулятивне врахування того, що пеласгійська мова настільки погано відома.

## Історія
Кавказький регіон межував з першими історичними державами Близького Сходу — Хетським та Новоассирійським царствами. У той період також утворюється перша історична держава Південного Кавказу — Урарту. Починаючи з середини I тисячоліття до нашої ери Кавказ починає потрапляти під вплив імперій, що виникали на Південний Схід (Мідія, Імперія Ахеменідів та пізніші перські держави) та Південний Захід (Імперія Александра Македонського, пізніше — Римська, Візантійська, Османська імперії) від нього, а також північних кочових імперій євразійського степу.
В античності найвизначнішими державами Кавказу були Вірменська імперія та Кавказька Албанія; територію сучасної Грузії займали Колхіда та Іберія. Чорноморське узбережжя Кавказу було колонізоване греками, які і почали застосовувати до регіону назву Καυκασος, ймовірно запозичивши її з однієї з місцевих мов. Кавказ був добре представлений в античній культурі, з ним пов'язувалися міфи про Прометея та Золоте руно. Частини Південного Кавказу були включені до складу провінцій Вірменія та Каппадокія Римської імперії.
У перші століття нашої ери Кавказ перебуває під впливами перської Імперії Сассанідів та Римської імперії. Тоді ж у регіон з Заходу починає проникати християнство, яке у IV–V століттях приймає населення Вірменії, Грузії та Кавказької Абланії. У VII столітті Південний Кавказ та Дагестан завойовують араби, після чого у регіоні поширюється іслам. У XI–XII ст. Південний Кавказ завойовують сельджуки, поклавши початок формуванню азербайджанського народу. У XIII ст. на Кавказ приходять монголи. Нащадками мов розбитих монголами кипчаків-половців та аланів пізніше стають карачаєво-балкарська, кумицька та осетинська мова відповідно. У XV столітті над Тереком зустрічаються кількасоттисячні війська хана Золотої Орди Тохтамиша та чергового завойовника Кавказу Тамерлана; поразка ординського війська призводить до подальшого розпаду держави.
Надалі країни Кавказу потрапляють під вплив Османської та Перської імперій; у цей період кавказькі держави перебувають у залежності від них, та унезалежнюються за можливості. Після завоювання Астраханського ханства у XVI столітті Московія виходить на кордони Кавказу, а у XVII столітті, розбивши Ногайську орду, у північнокавказькі степи зі сходу прибувають калмики.
У колоніальний період через віддаленість Кавказу від територій інших європейських імперій, на Кавказі починає безроздільно володарювати Російська імперія, витісняючи Оттоманську імперію та Персію з регіону. Російська імперія розпочинала війни на території Кавказу протягом кількох віків і включила в себе декілька війн Росії з Османською імперією, Персією, місцевими державами та народами — донських козаків, кубанське та терське козацькими військами, через яких навіть до 1928 року цілий північний Кавказ утримувався як територія України — «Від Сяну по Кавказ» чи «Від Сяну до Дону». У середині XIX століття, коли більша частина Південного Кавказу вже була включена до складу імперії, на Північному чинився опір. У Дагестані під впливом мюридизму (місцевої форми суфізму) на місці традиційних ханств виникла теократична держава Північно-Кавказький імамат під проводом імама Шаміля. У Черкесії Росія застосувала методи повного знищення поселень адигів, поступово звужуючи зайняту ними територію, що увійшло в історію під назвою геноцид черкеського народу.

Південний Кавказ у 1918 році

Під час розпаду Російської імперії на Кавказі утворилася низка держав (Республіка Горців Кавказу, Закавказька Демократична Федеративна Республіка та ін.), які врешті-решт були завойовані більшовиками. Радянська Росія поступилася новоутвореній Турецькій республіці низкою прикордонних районів. Еміграція кавказьких держав утворила уряди у вигнанні, взявши участь у прометейському русі. Під час радянсько-німецької війни нацистські війська дійшли до північного Кавказу; обидві сторони протистояння утворювали національні військові підрозділи, сформовані з народів Кавказу. У 1943–1944 роках СРСР провів депортації калмиків, чеченців та інгушів, карачаївців та балкарців, яким було дозволено повернутись на батьківщину у 1956–1958 роках. Окрім того, кілька менших внутрішньокавказьких переселень були проведені у 1920-1960-х роках.
Під час Розпаду СРСР союзні республіки Грузія, Вірменія та Азербайджан отримали незалежність. Спроби унезалежнитись або створити свої автономії здійснила також і низка інших народів та етнічних груп. Це призвело до виникнення невизнаних держав Чеченська Республіка Ічкерія, Південна Осетія, Абхазія, Нагірно-Карабаська Республіка та декількох війн і етнічних конфліктів на Кавказі, які не були розв'язані, і зараз перебувають у замороженому стані. На Північному Кавказі спостерігається етнічна напруженість та протистояння «традиційного ісламу» з салафізмом, радикальний напрямок якого веде збройну боротьбу. За підрахунками видання «Кавказский Узел», у 2012–2014 роках у цьому конфлікті щороку гинуло кількасот людей.

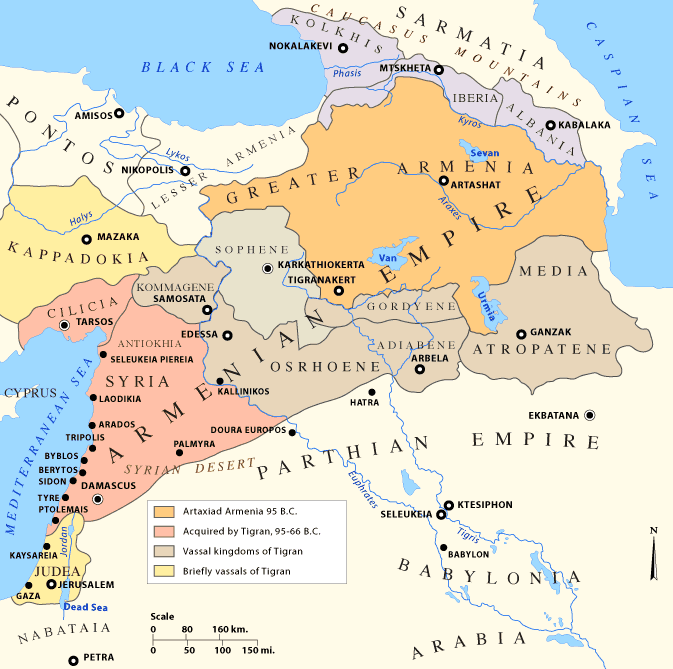
Велика Вірменія у І ст. до н. е. (Тигран II)
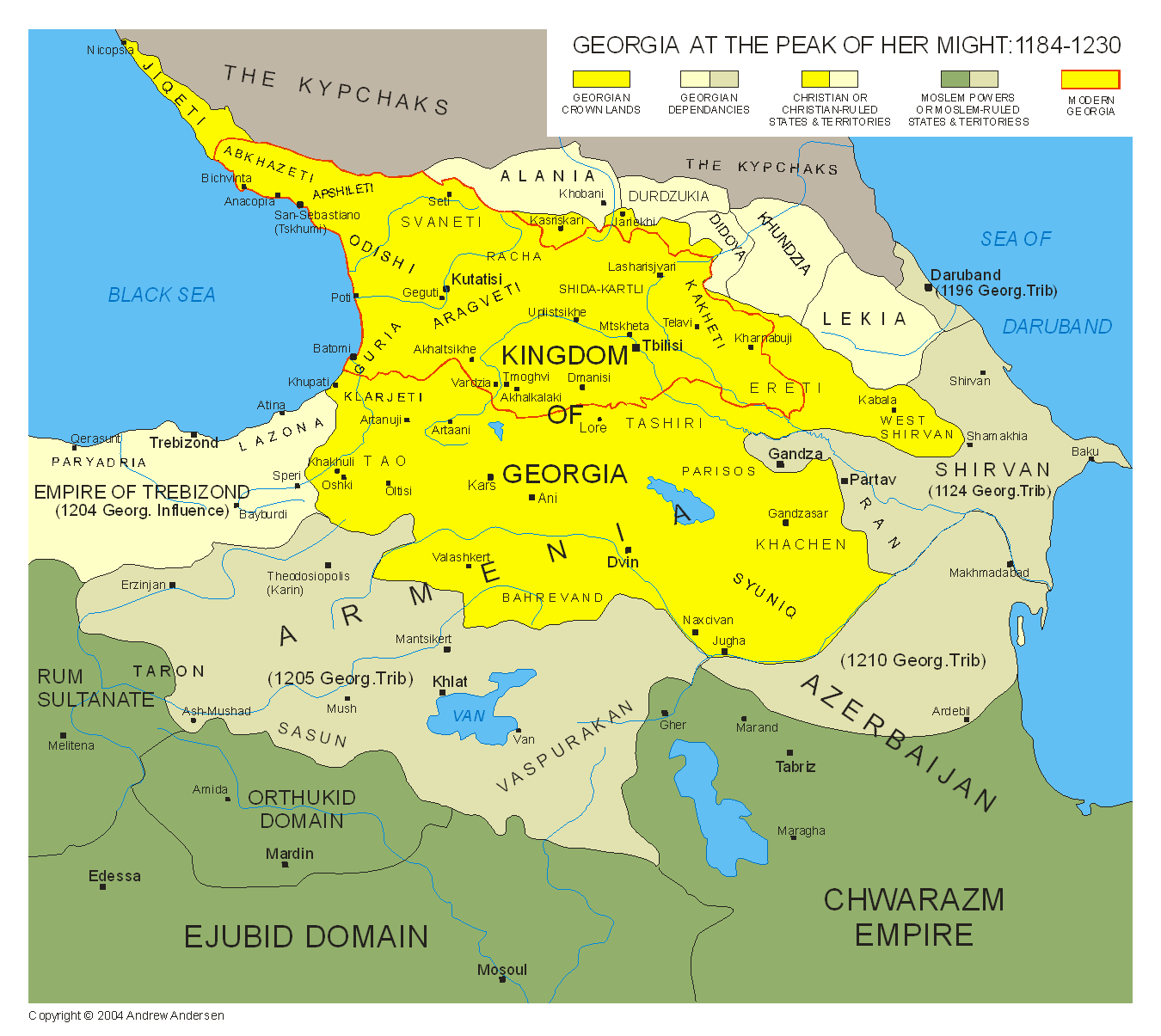
Грузія у ХІІІ ст. (Тамара Велика)
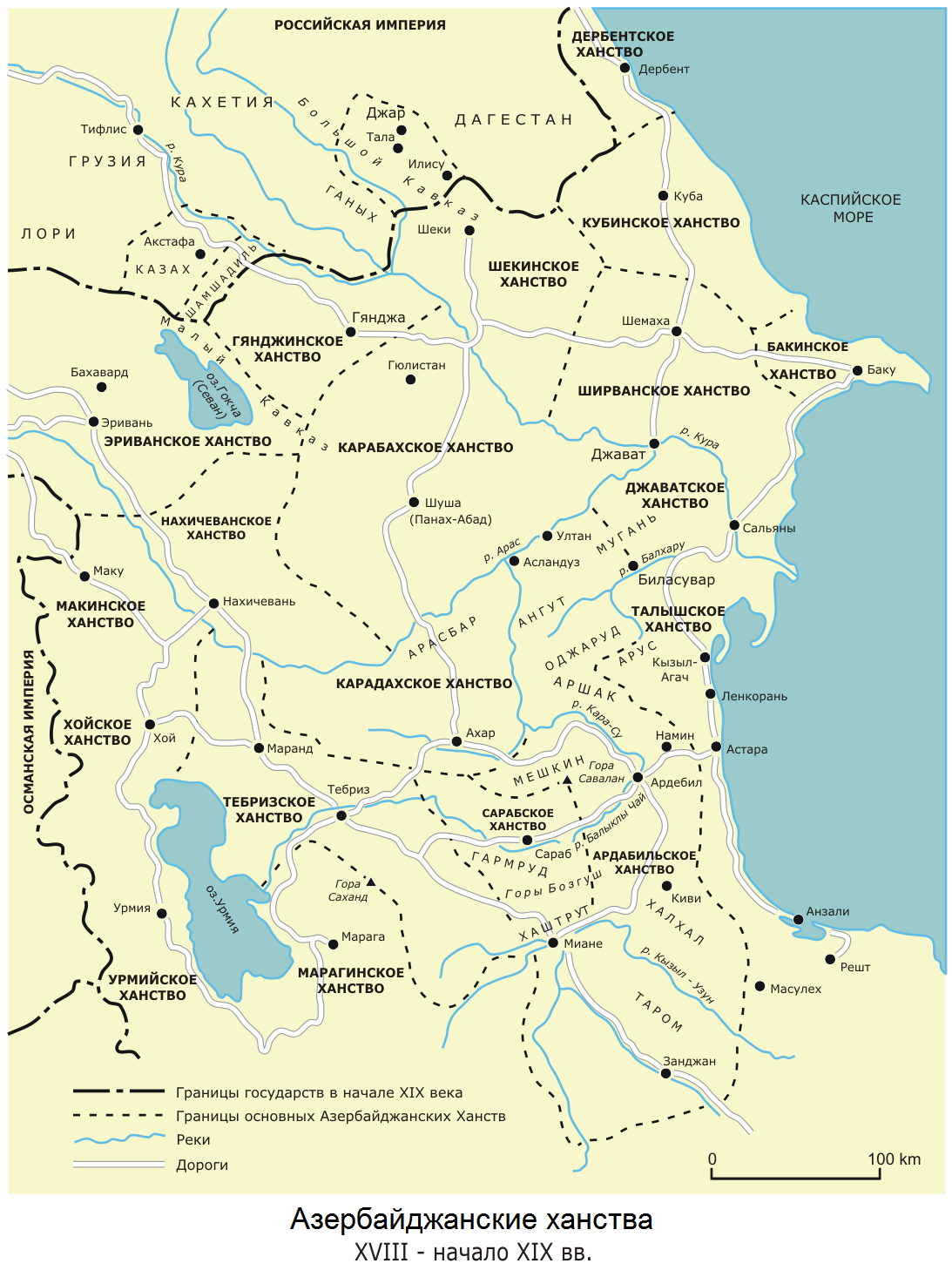
Азербайджанські ханства у XVIII ст.
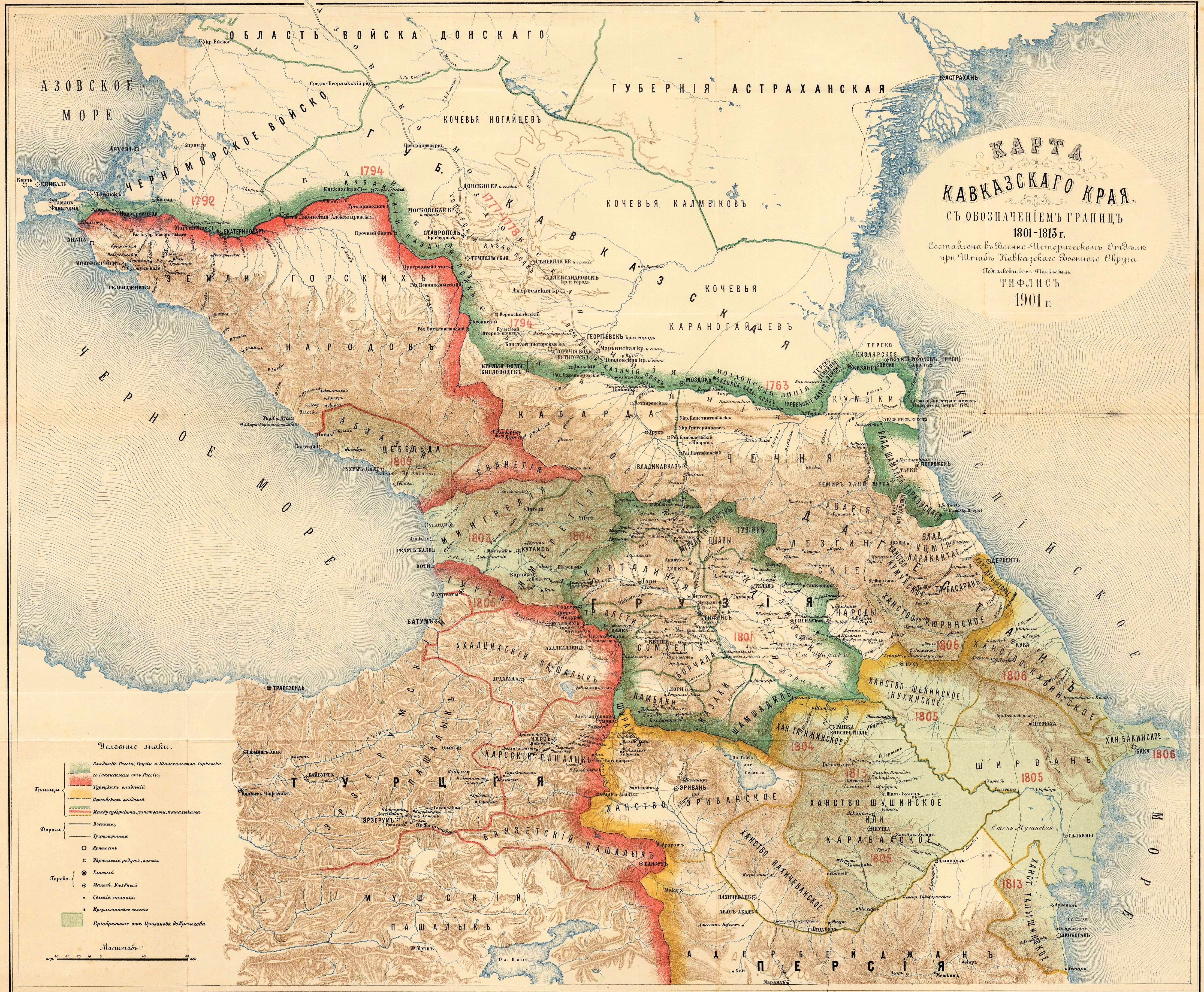
Кавказ у Російській імперії на початку XIX ст.
Геополітична карта Кавказького регіону 2025

### Список історичних держав Кавказу
- Абхазьке царство
- Аварське ханство
- Аланія
- Велика Вірменія
- Газікумухське шамхальство
- Грузинське царство
- Царство Іберія
- Кабарда
- Кавказька Албанія
- Колхіда
- Лазіка
- Лакз
- Сарір
- Тарковське шамхальство
- Тмутороканське князівство
- Урарту
- Хозарський каганат
- Черкесія
- ОУН (До Кавказу)

### Кавказ в історії металургії
Див. також Історія видобутку корисних копалин на Кавказі
Видатні мислителі античності — Аристотель, Страбон, Пліній, Єзекиїл вважали батьківщиною металів Південний Кавказ. Біблія, іномовно описуючи прадавнє кавказьке плем'я, зазначає: «Зилла ж і та вродила Тубаль-Каїна, праотця всіх тих, що кують мідь та залізо» (Пер. кн. Мойсея, 4:22). За гіпотезу первинності Кавказу стояли видатні археологи XIX і XX ст., зокрема, Ф. Ленорман, К. Бер, Г. Чайлд та інші. Сьогодні прибічниками цієї гіпотези залишаються лише окремі вчені, що присвятили своє життя дослідженням Кавказу.
Разом з тим, залишається багато свідчень про розвиток у давнину витоплення металів у цьому регіоні.
У IV тис. до Р. Х. значна частина балканських гірничо-металургійних центрів занепадає, а розробки руд і виробництво міді здебільшого переміщуються в Карпати, зокрема в Трансильванію. Майже в той самий час (з кінця V тис. до Р. Х.) починають формуватися потужні гірничі осередки на Кавказі, причому на їх становлення імовірно вплинули технологічні імпульси, що йшли як збоку балкано-карпатської металургії (через північне Причорномор'я, за посередництвом трипільської та майкопської культур), так і з боку південних сусідів — народів Східної Анатолії, де найдавніша металургія була усталена традицією й первісними знаннями. Цікавим феноменом незвикло багатої металом археологічної культури є майкопська (IV тис. до Р. Х.), ареалом життєдіяльності якої була Кубань і Північний Кавказ. Розкопки залишених цією скотарською культурою величезних могил дали численні колекції металевих виробів: бронзову зброю і посуд, золоті прикраси, срібні посудини. Припускають, що метал надходив з Південного Кавказу, хоча не виключені розробки руд у ареалі розселення майкопської культури, де є відповідні мідні рудопрояви.

## Політична географія
| Південний Кавказ | Північний Кавказ |
| --- | --- |

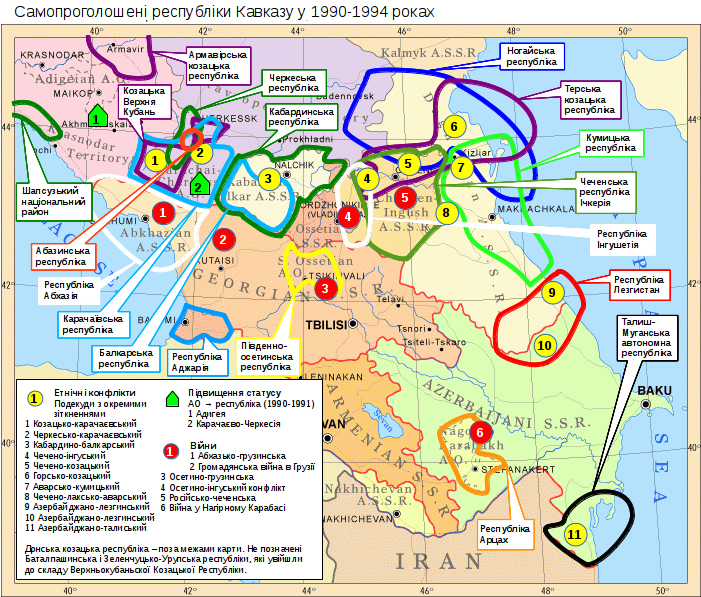
Самопроголошені республіки та етнічні конфлікти Кавказу на початку 1990-х років

| - Азербайджан - Вірменія - Грузія Невизнані та частково визнані держави - Нагірно-Карабаська Республіка - Південна Осетія - Республіка Абхазія - Чеченська Республіка Ічкерія | - Росія Республіки - Адигея - Дагестан - Інгушетія - Калмикія - Кабардино-Балкарія - Карачаєво-Черкесія - Північна Осетія - Чечня Краї - Краснодарський край - Ставропольський край Області - Ростовська область |

### Культурно-історичні області Кавказу
| Козацькі регіони                  | Північний Захід                                      | Дагестан                                      | Грузинські                                                                              | Вірменські               | Азербайджанські |
| --------------------------------- | ---------------------------------------------------- | --------------------------------------------- | --------------------------------------------------------------------------------------- | ------------------------ | --------------- |
| - Дон (регіон) - Кубань - Терщина | - Черкесія - Кабарда - Карачай - Балкарія - Абазинія | - Кумикія - Ногайстан - Лезгистан - Аваристан | - Месхеті - Кахеті - Картлі - Гурія - Тушеті - Імереті - Сванетія - Мінгрелія - та інші | - Арцах - Утік - та інші |                 |

## Фізична географія
До географічного Кавказу належать:
- Перекавказька рівнина, до якої входять
  - На заході — Кубансько-Приазовська низовина з головною річкою Кубань
  - В центрі — Ставропольська височина
  - На сході — Терсько-Кумська низовина з річками Терек і Кума
  - Смугою від Каспійського до Азовського моря — Кумо-Маницька западина
- Великий Кавказ
  - Головний Кавказький хребет з найвищими вершинами Ельбрус і Казбек
- Закавказька депресія
  - На заході — Колхідська низовина в Грузії з головною річкою Ріоні
  - На сході — Кура-Араксинська низовина в Азербайджані з головною річкою Кура
- Вірменське нагір'я з озером Севан та вершиною Арарат
  - Малий Кавказ

Через Кавказ проходить умовний кордон між Європою та Азією, який найчастіше проводять по Головному хребту або по Кумо-Маницькій западині.
Головний Кавказький хребет є важкопрохідним: Північний Кавказ із Південним поєднували тільки два історичні шляхи. Один, названий Великим Кавказьким або Дербентським проходом, йшов уздовж узбережжя Каспійського моря. У місцях, де відноги гір найближче підходили до моря, здавна споруджувалися фортеці та стіни, які повністю перекривали цей шлях. Найвідомішою з них є Дербентська фортеця та стіна, що були визнані об'єктом Світової спадщини ЮНЕСКО. Другий проходив через верхів'я Тереку (Дар'яльську ущелину); у давні часи він був відомий як Кавказька або Аланська брама. На цьому шляху Російська імперія наприкінці XVIII століття спорудила Воєнно-Грузинську дорогу, що поєднала Владикавказ і Тбілісі.
Кавказький заповідник, що знаходиться у горах російської частини Західного Кавказу, також став частиною Світової спадщини ЮНЕСКО.
Кавказ є популярним у Росії регіоном туризму; до Південного Кавказу приїздять відпочивати також з України, Туреччини, Ірану. Основними туристичними зонами є Чорноморське узбережжя (пляжний відпочинок — Сочі, Анаклія, Батумі), Кавмінводи (оздоровчий туризм — П'ятигорськ, Кисловодськ, Мінеральні води), Приельбрусся (альпінізм), Тбілісі.

Топографічна карта Кавказу
Варіанти кордону між Європою та Азією
Маницька протока 17-15 тис. років тому
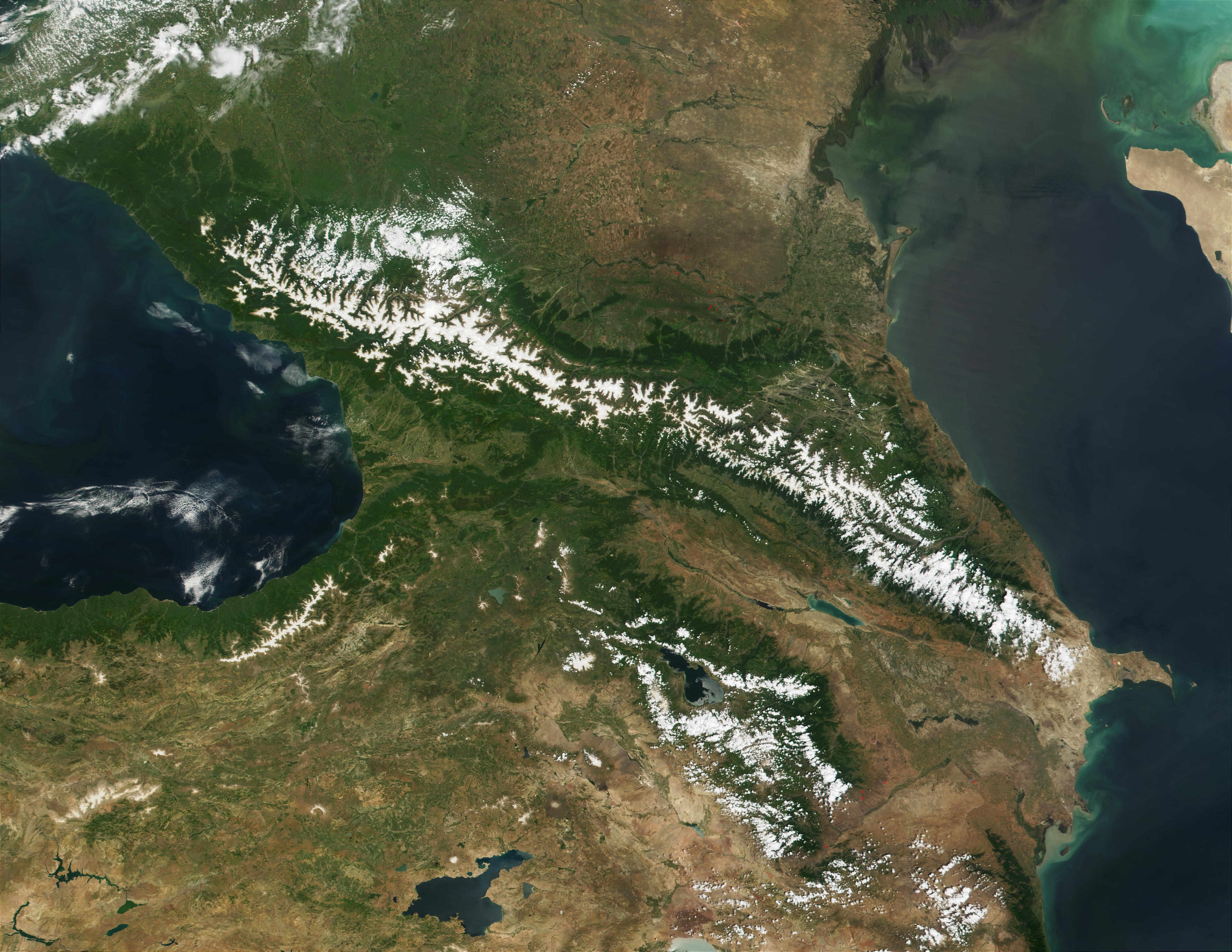
Кавказ з космосу

## Населення

Народи Кавказу

### Народи Кавказу за мовними сім'ями
Мови Кавказу належать до картвельської, тюркської, індоєвропейської та північнокавказької (нахсько-дагестанської та абхазо-адигської) мовних сімей.
Терміном кавказькі мови позначали мовні сім'ї, присутні тільки на Кавказі: картвельську, нахсько-дагестанську та абхазо-адигську. Гіпотеза про спорідненість картвельських мов із двома північнокавказькими сім'ями була спростована, однак зв'язок між нахсько-дагестанською та абхазо-адигською сім'ями знайшов підтвердження у працях С. А. Старостіна та С. Л. Ніколаєва. Пропонована ними сім'я мов отримала назву північнокаваказької.
Дагестанська гілка північнокавказької сім'ї відрізняється надзвичайною роздробленістю: наприклад, діалекти даргинської мови не є взаємно зрозумілими, а зона вжитку низки мов обмежується одним селом. У наступному списку жирним позначені титульні нації держав та автономних республік.
| Алтайська мовна сім'я - Монгольські народи - Калмики - Тюркські народи - Кипчацька група - Кумики - Карачаєвці - Балкарці - Ногайці - Огузька група - Азербайджанці - Трухмени - Турки-месхетинці Індоєвропейська мовна сім'я - Індо-іранська група - Осетини - Тати - Гірські євреї - Талиші - Курди - Єзиди - Вірменська група - Вірмени - Грецька група - Понтійські греки - Слов'янська група - Росіяни - Донські козаки - Терські козаки - Кубанські козаки - Українці Картвельська мовна сім'я - Грузини - Мегрели - Свани - Аджарці - Грузинські євреї | Північнокавказька мовна сім'я - Абхазо-адизька група - Абхази - Абазини - Адиги - Адигейці - Черкеси - Кабардинці - Шапсуги - Нахсько-дагестанська група - Нахська підгрупа - Чеченці - Кистинці - Бацбійці - Інгуші - Дагестанська підгрупа - Лакці - Даргінці - Лезгини - Агули - Табасарани - Рутульці - Цахури - Аварці - Арчинці - Андо-цезькі народи - Андійці - Ахвахці - Каратинці - Тиндинці - Багулали - Чамалали - Годоберинці - Ботліхці - Дідойці - Бежтинці - Гунзибці - Гінухці - Хваршини |

### Сучасні процеси
У народів Північного Кавказу зберігаються елементи традиційної культури — поділ на роди та «племена» (тайп, тукхум, шахар та ін.), звичаєве право із неформальними кодексами честі (адиге хабзе, ездел, къонахалла) та подекуди збереженою практикою кровної помсти, а також відродженими вічевими структурами (адиге хасе, мехк-кхел, тьоре, дагестанські сільські громади — джамаати). Через високу народжуваність та низький економічний розвиток регіону народи Північного Кавказу та азербайджанці з 1990-х років активно розселяються по всій території Росії.
На Північному Кавказі триває русифікація кавказьких народів; у південнокавказьких країнах, навпаки, знижується рівень знання російської, підвищується роль англійської мови у Грузії та турецької в Азербайджані. Козаки були офіційно визнані етнічною групою росіян; найбільша кількість людей, які самоідентифікуються під час перепису як козаки, живе у Ростовській області. Нащадки переселенців з України, які домінували на Кубані та були присутні в інших районах Північного Кавказу, втратили українську ідентичність, проте подекуди зберігається українська мова, відома у регіоні як балачка.

Розселення чеченців в Росії. Найбільша частка трудових мігрантів — у малонаселених нафтогазовидобувних регіонах.
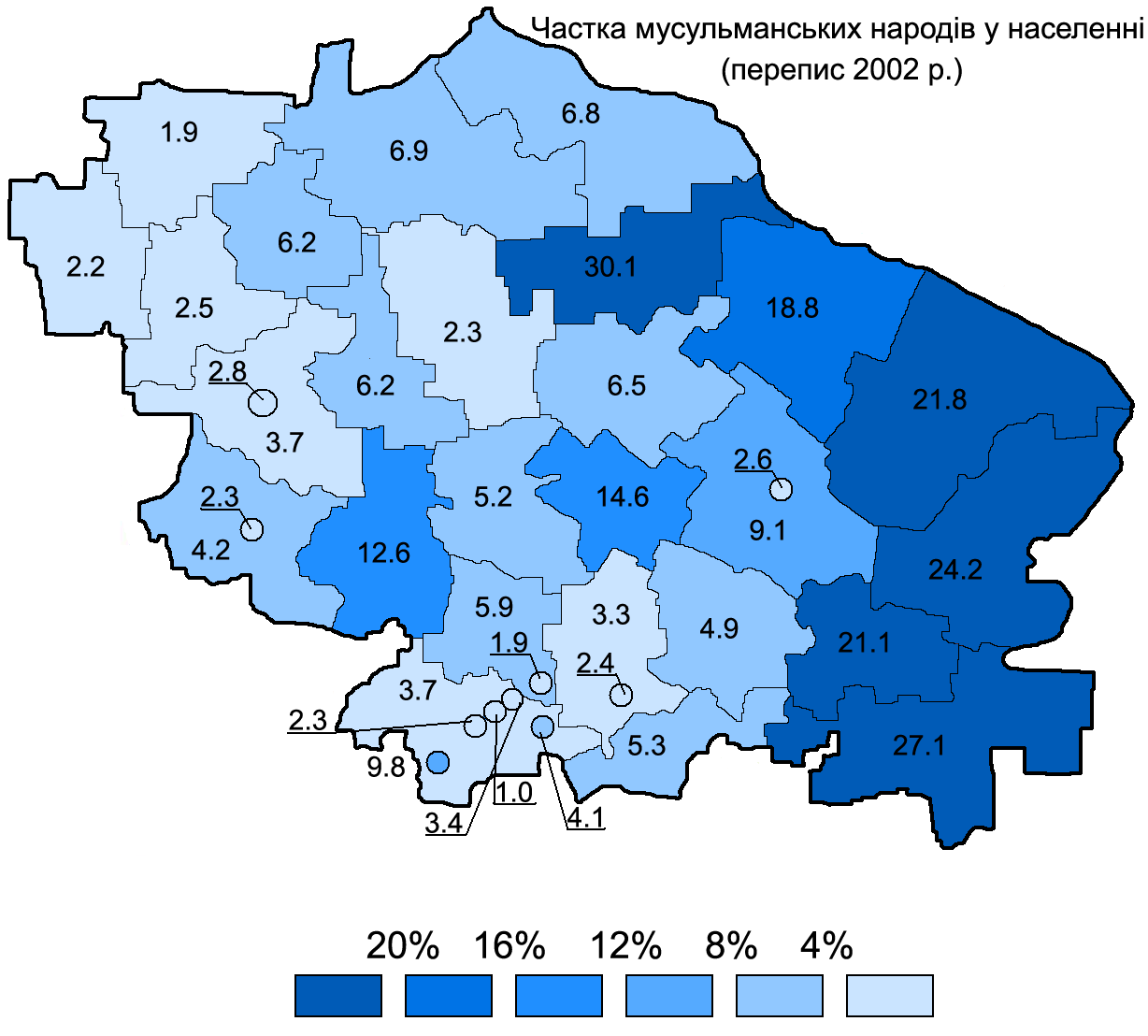
Дагестанізація Східного Ставропілля
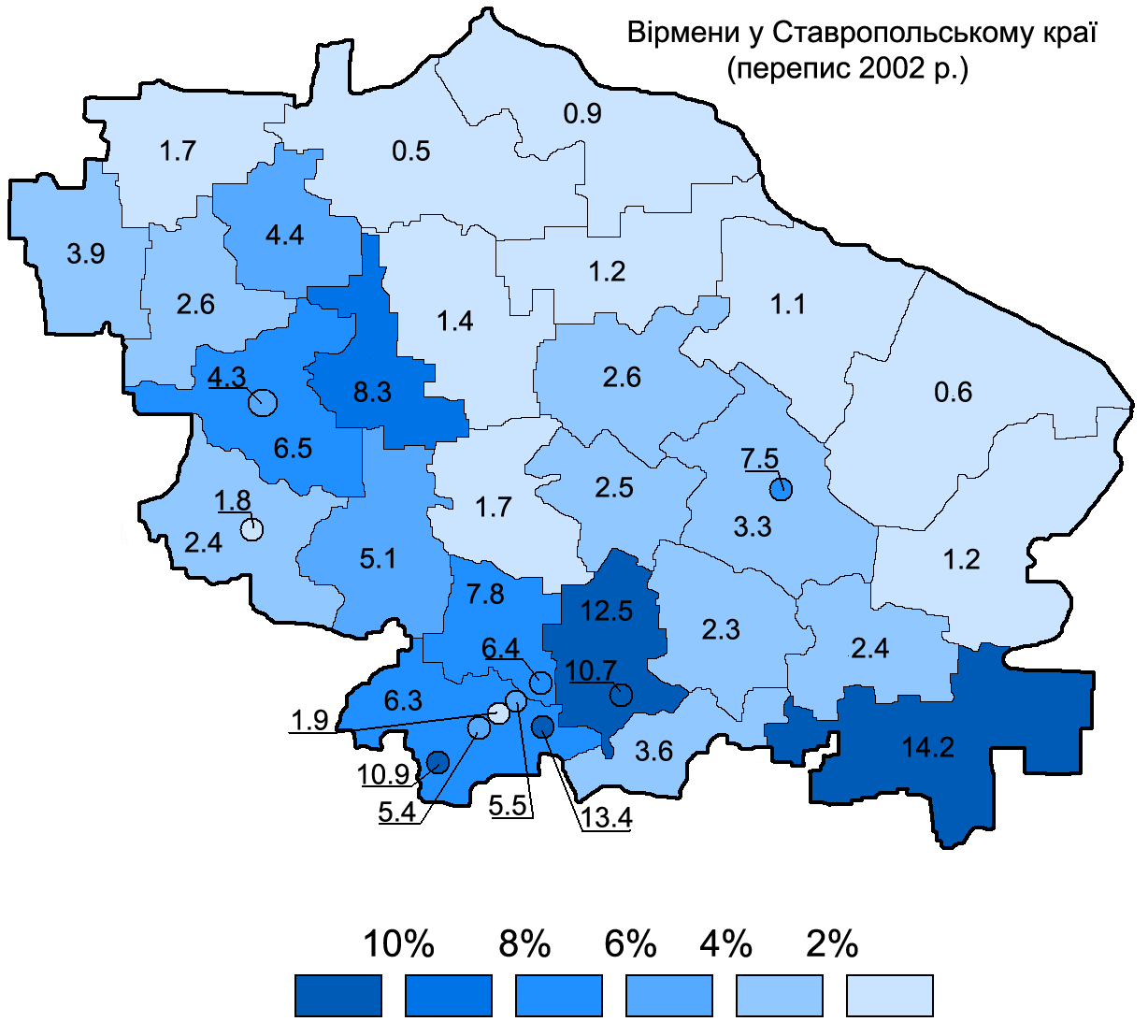
Вірмени на Північному Кавказі зосереджені у кількох районах Ставропілля, Кубані та Дону

## Релігія
На Кавказі представлена кожна з трьох світових релігій, а також юдаїзм, єзидизм (у вірменських курдів-єзидів) та низка місцевих вірувань.
- Християнство
  - Вірменська апостольська церква — основна церква вірменів, одна зі східних церков, які у V ст. розійшлися з майбутнім католицизмом та православ'ям. Існують також вірменські греко-католицька та євангелістська церкви, що відкололися від апостольської.
  - Православ'я
    - Грузинська православна церква — основна церква грузинів.
    - Російська православна церква — церква росіян, українців та осетинів (менша частка останніх сповідує іслам).
      - Абхазька православна церква (де-факто у підпорядкуванні в російської, однак навіть та формально визнає юрисдикцію ГПЦ в Абхазії). Частина абхазів — мусульмани.
- Іслам
  - Сунізм — релігія більшості північнокавказьких народів та грузинів Аджарії.
    - Салафія — рух за повернення до першопочаткового ісламу, ісламський фундаменталізм. Є ідеологією Імарату Кавказ. Салафітські організації переслідуються в Росії, включно з тими, які виступають проти збройної боротьби.
    - Шафійський мазгаб — школа ісламського права.
    - Ханафійський мазгаб — школа ісламського права.

  - Шиїзм — релігія азербайджанців.
    - Джафарійський мазгаб — школа ісламського права.

  - Суфізм — містичний напрямок в ісламі, присутній і в шиїзмі, і в суфізмі. На Кавказі присутні суфійські тарикати Накшбандія і Кадирія. Найбільш поширеним суфізм є у Дагестані.
    - Мюридизм — історична кавказька форма суфізму, що призвела до створення Кавказького імамату. До сучасного кавказького суфізму ця назва не застосовується.
- Юдаїзм — релігія грузинських та горських євреїв.
- Єзидизм — релігія курдів-єзидів, невелика частка яких мешкає у Вірменії.
- Буддизм
  - Тибетський буддизм — релігія калмиків.
- Традиційні релігії народів Кавказу. Сповідувалися горськими народами одночасно з ісламом та православ'ям (осетини). Ритуали продовжували виконуватися до радянських часів.

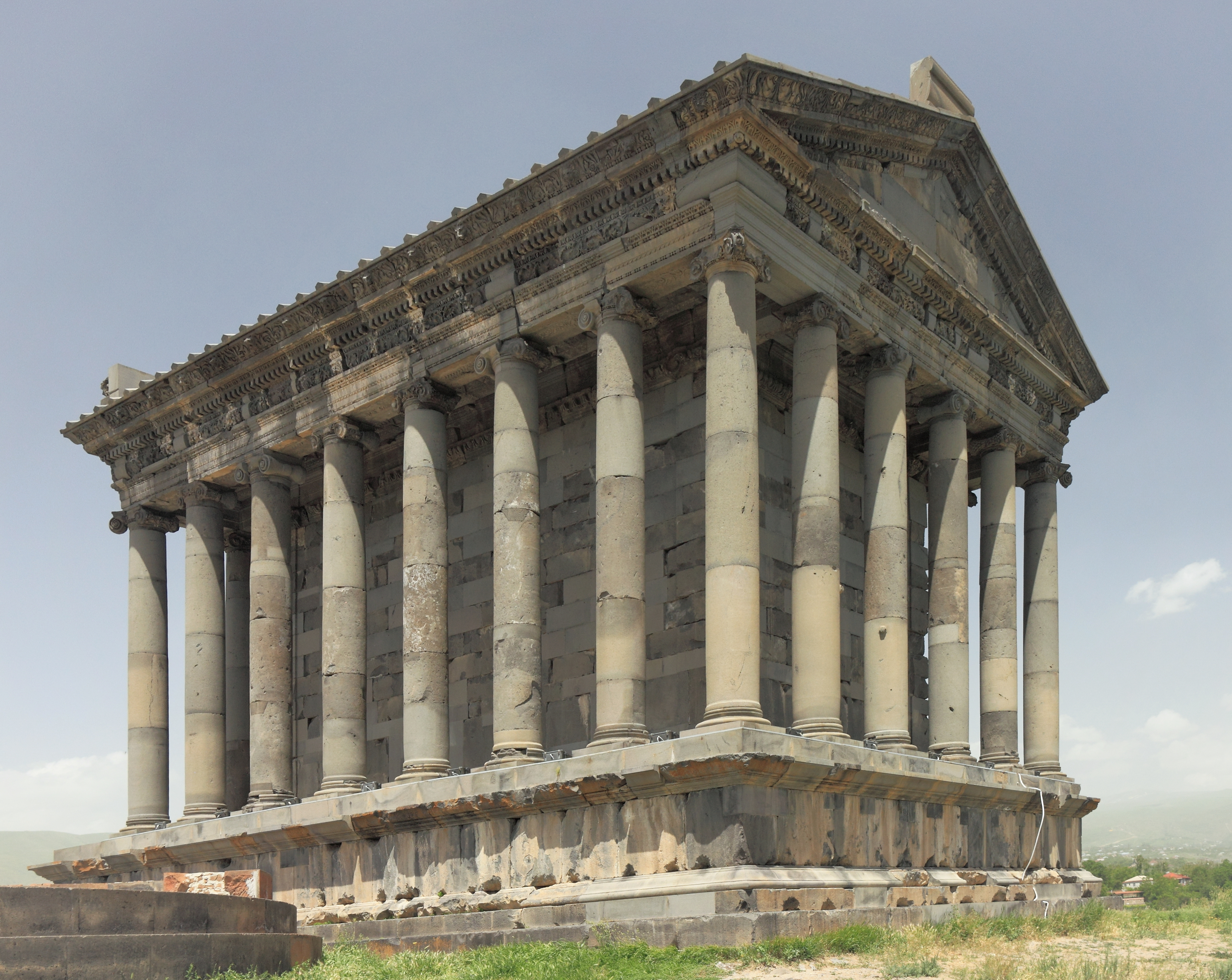
Язичницький елліністичний храм І ст. н. е. у Вірменії
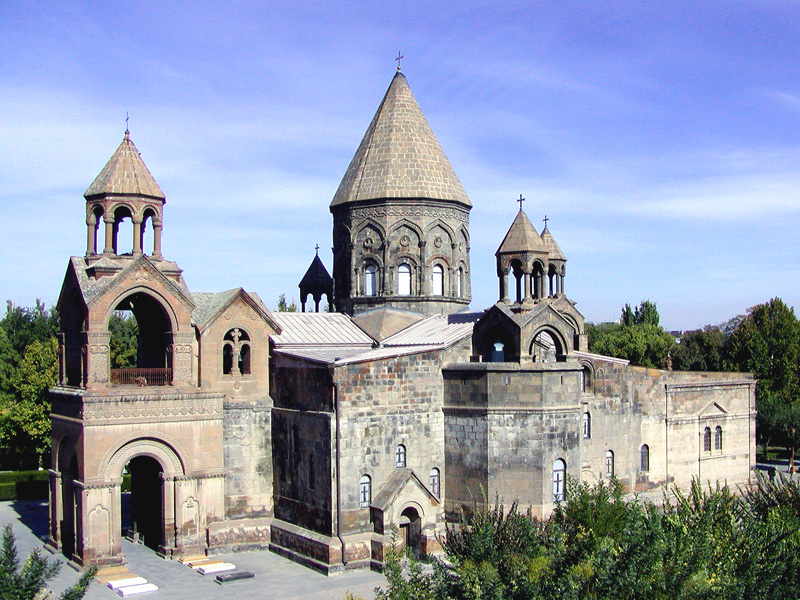
Кафедральний собор Вірменської апостольської церкви
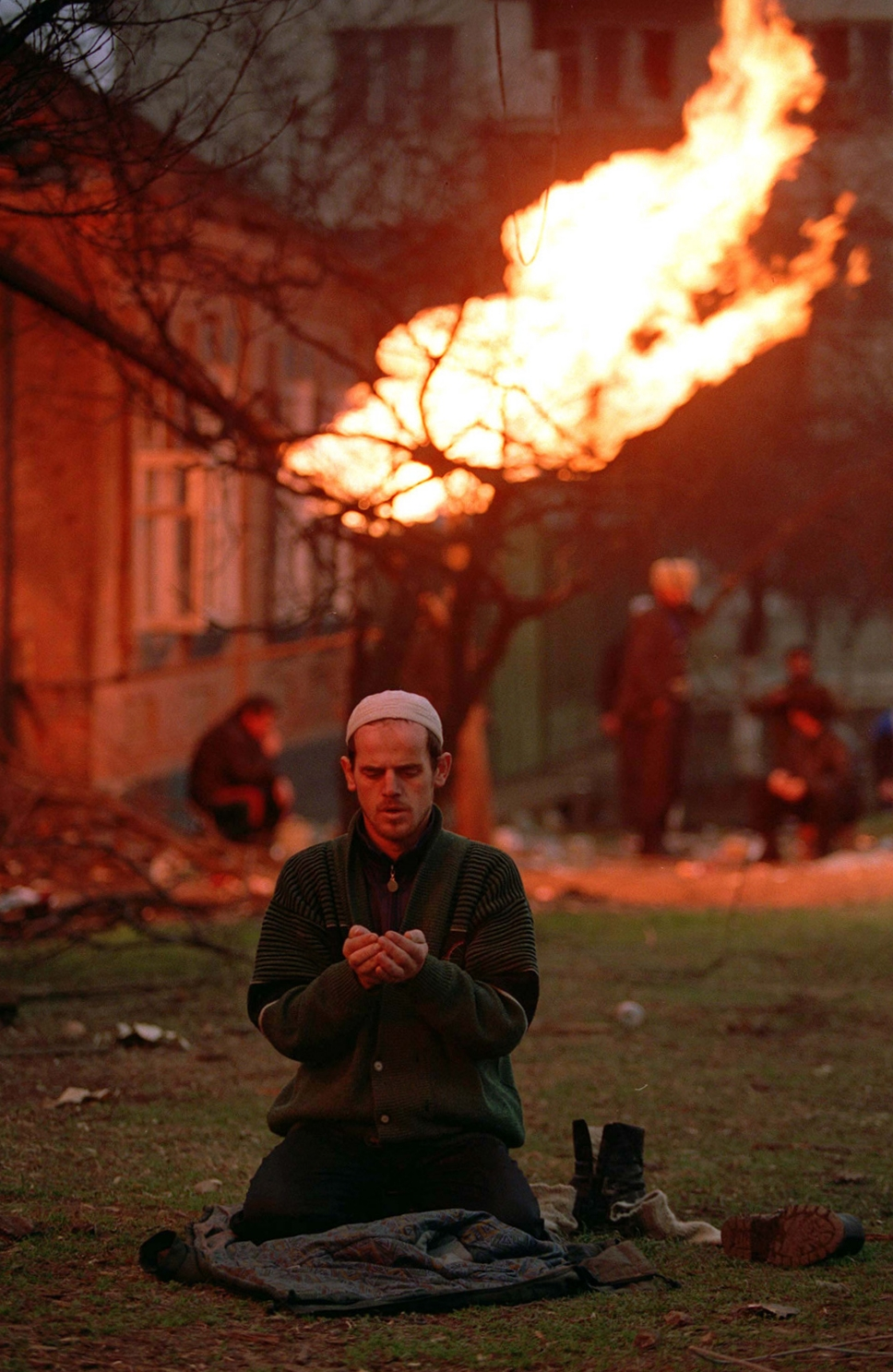
Намаз під час Першої чеченської війни
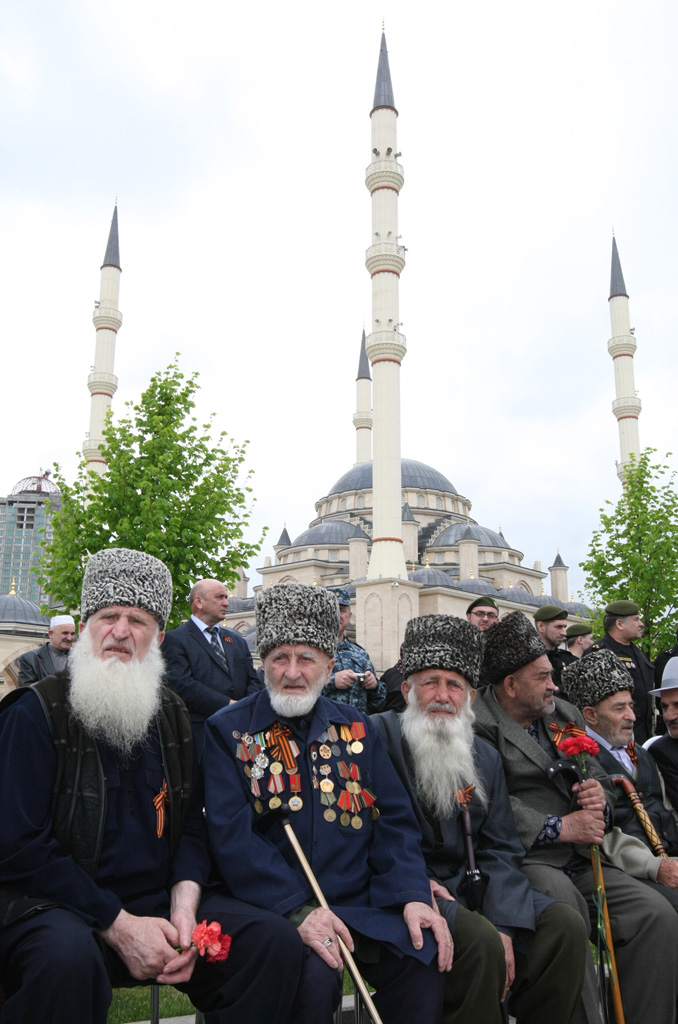
«День Перемоги» у Мечеті імені Ахмата Кадирова
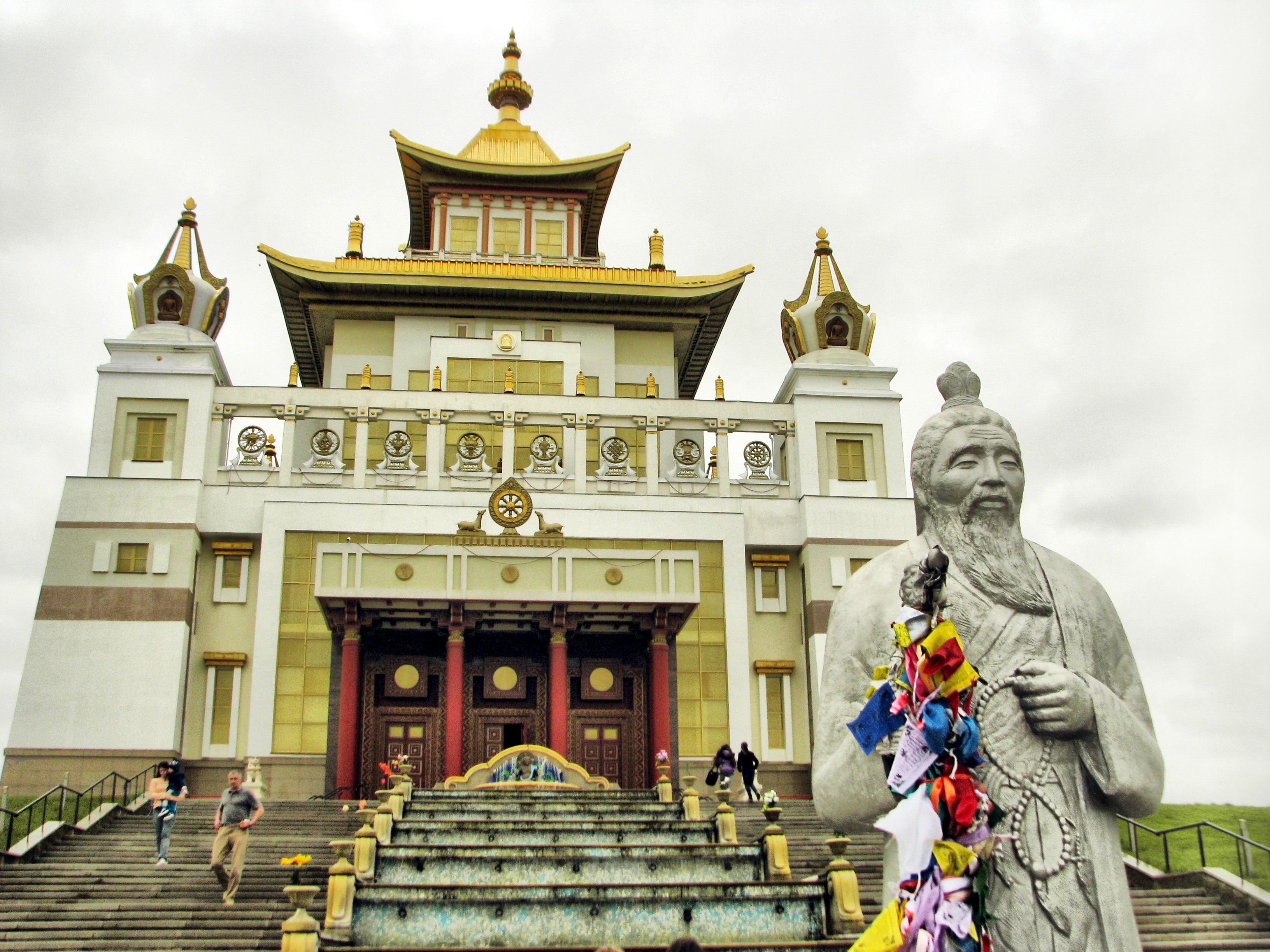
Калмицький буддійський храм

## Кавказ в українській культурі
Перші контакти предків українців та народів Кавказу сягають Тмутороканського князівства, східних походів київських князів та участі калмицьких підрозділів у козацьких війнах. Проте постійними вони стають тільки після переселення Чорноморського козацького війська на Кубань. Кубанці, захищаючи кордони Російської імперії та беручи участь в її колоніальних війнах, були ворогами горців, а проте перейняли деякі елементи їхньої культури, зокрема одяг (черкеска) та зброю (шашка). Загітувати кубанців розвернути шаблі проти Російської імперії мав у планах Михайло Чайковський, який працював над об'єднанням європейських та кавказьких народів проти імперії. Симпатії українського руху до кавказців під час Кавказької війни втілилися у поемі Шевченка Кавказ, яку пізніше під час перебування Шаміля в Києві намагалася передати йому українська молодь.
Ідею «єдиної, неподільної, від Карпат аж до Кавказу» незалежної України наприкінці XIX століття висунули Микола Міхновський та Юліан Бачинський. Під час визвольних змагань українські та кавказькі уряди укладали союзницькі угоди; представники кавказьких політичних сил брали участь у З'їзді народів в Києві та інших об'єднаннях національних сил. Екзильні уряди України та кавказьких держав у міжвоєнний період тісно співпрацювали в рамках прометейського руху, створивши зокрема Комітет дружби народів Кавказу, Туркестану та України, а після Другої світової війни — в рамках Антибільшовицького блоку народів. Колишній прем'єр Кубанської Народної Республіки Василь Іванис у своїй книзі «До проблеми Кавказу» вбачав майбутнє Кавказу як незалежної федеративної держави, союзної Україні. Геополітичну структуру Кавказу у стосунку до України проаналізував у своїй «Чорноморській доктрині» Юрій Липа.
Представники кавказьких народів, зокрема Сергій Параджанов і Іван Кавалерідзе, зробили помітний внесок до українського мистецтва. Після розпаду СРСР українські («Арго», «Вікинг»), грузинські та чеченські (Батальйон імені Джохара Дудаєва) націоналісти спільно воювали у війнах, розв'язаних Росією проти їхніх держав. Україна співпрацювала з кавказькими державами в рамках об'єднань ГУАМ, Співдружність демократичного вибору, ОЧЕС, СНД; найбільш тісні стосунки в України склалися з Грузією.

## Економіка

### Корисні копалини Кавказу

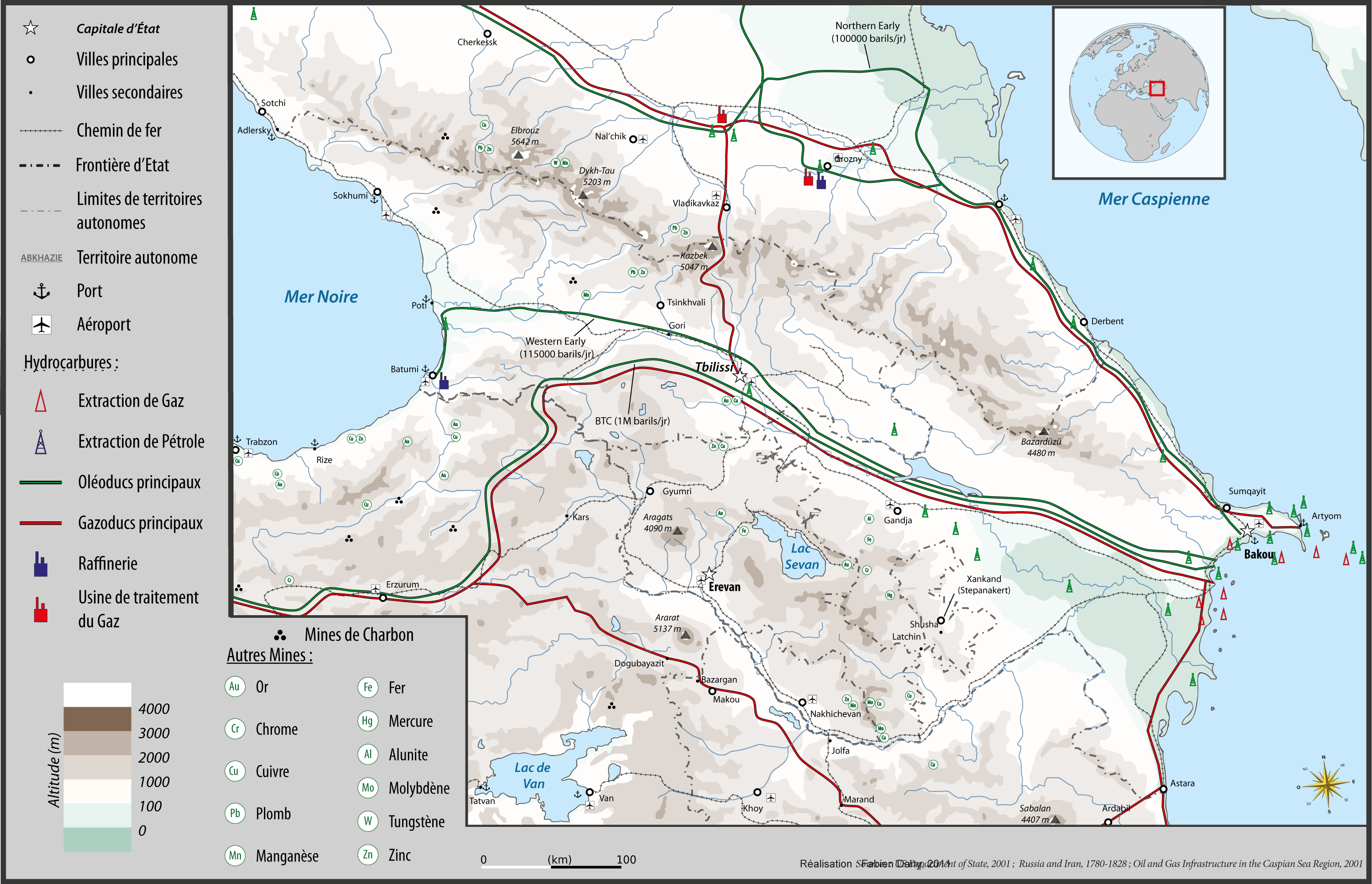
Корисні копалини та шляхи сполучення Кавказу

На території Кавказу виявлені численні родовища горючих, металічних і неметалічних корисних копалин, а також мінеральних, термальних і прісних вод. Зокрема виявлені родовища: нафти і газу, кам'яного і бурого вугілля (Ткварчельське та Ткібулі-Шаорське), залізних (Дашкесанське, Разданське, Абовянське та Малкінське) і марганцевих руд (Чіатурське), руд кольорових металів (вольфраму, молібдену, кобальту, міді, свинцю, цинку, ртуті), нерудної сировини (бентоніт, флорідин, барит), природних будівельних матеріалів (гранітів, монцонітів, габро, мармурів, вулканічних і фельзитових туфів, базальтів і андезитів, вапняків і травертинів).

#### Історія видобутку корисних копалин на Кавказі
З кінця V тис. до Р. Х. починають формуватися потужні гірничі осередки на Кавказі, причому на їх становлення імовірно вплинули технологічні імпульси, що йшли як збоку балкано-карпатської металургії (через північне Причорномор'я, за посередництвом трипільської та майкопської культур), так і з боку південних сусідів — народів Східної Анатолії, де найдавніша металургія була усталена традицією й первісними знаннями. Цікавим феноменом незвикло багатої металом археологічної культури є майкопська (IV тис. до Р. Х.), ареалом життєдіяльності якої була Кубань і Північний Кавказ. Розкопки залишених цією скотарською культурою величезних могил дали численні колекції металевих виробів: бронзову зброю і посуд, золоті прикраси, срібні посудини. Припускають, що метал надходив з Південного Кавказу, хоча не виключені розробки руд у ареалі розселення майкопської культури, де є відповідні мідні рудопрояви.
Таким чином, завдяки стійким господарчим, торговельним і культурним (технологічним) зв'язкам навколо Чорного моря, у IV тис. до Р. Х. сформувалася Циркумпонтійська металургійна провінція, яка протягом тривалого часу залишалася найпотужнішою на території усієї Євразії. Домінантою цієї провінції були рудники Кавказу, що пов'язано не тільки з багатими мідними родовищами, але й з новими технологічними успіхами кавказьких гірників — виробництвом арсенових бронз та освоєнням витоплення міді з первинних сірчистих руд.
Приблизно на початку II тис. до Р. Х., коли зв'язки між гірничо-металургійними й металообробними центрами навколо Чорного моря перестали бути системними (метал Балкан і Карпат було переорієнтовано на захід і північ, а Кавказу — на південь і схід), утворилася окрема Кавказька металургійна провінція (площею близько 500 тис. км²). Бувши в 7 разів меншою за Європейську металургійну провінцію та в 16 разів — за Євразійську, вона значно (за деякими оцінками — на порядок) перевищувала їх за чисельністю мідних виробів.